# Frances Schroth
Frances Schroth (n. 11 aprilie 1893, Toledo, Ohio, SUA – d. 6 octombrie 1961, Guadalajara, Jalisco, Mexic) a fost o înotătoare ce a reprezentat Statele Unite ale Americii, medaliată olimpică. A participat la o ediție a Jocurilor Olimpice (1920) în care a câștigat două medalii de aur și două medalii de bronz.